# ガボンの副大統領
ガボンの副大統領（ガボンのふくだいとうりょう、Vice President of Gabon）では、ガボン共和国副大統領職について述べる。ガボンでは大統領の下に1961年から1975年、及び空白時期を置いて1997年から2009年まで、2023年に副大統領職が設置されている。

## 概要
1966年憲法改正により副大統領職が設置された。この改正では大統領が欠けた場合、自動的に副大統領が大統領に昇格することとされた。1966年アルベール＝ベルナール・ボンゴは副大統領に任命された。初代大統領のレオン・ムバは当時、病気でもあり、ボンゴが憲法の条項に従い、大統領職を継承することも予想されていた。1967年にムバ大統領が死去すると、ボンゴが副大統領から大統領に昇格した。1975年4月に副大統領職は廃止され、その権限は首相に移された
1997年副大統領制が復活した。副大統領は大統領による任命制とされ、大統領与党連合の一つ民主共和同盟のディジョブ・ディヴンギ・ディ・ンディング下院議員が任命された。この時期の副大統領は大統領の職務代行者ではあったが、憲法上、大統領が空席になった場合、大統領継承者ではなかった。大統領継承者は上院（元老院）議長とされた。オマール・ボンゴ大統領が病床に就くとディヴンギ・ディ・ンディング副大統領は大統領代行を務めたが、その後ローズ・フランシーヌ・ロゴンベ上院議長が暫定大統領に就任した。2009年10月、アリー・ボンゴ・オンディンバ大統領は、副大統領職を廃止した。2023年1月9日にアリー・ボンゴ・オンディンバ大統領からローズ・クリスティアンヌ・オスカ・ラポンダ元首相を副大統領に任命したと発表した。

## 副大統領一覧
| 氏名                                       | 就任          | 退任          | 特記事項                       |
| ------------------------------------------ | ------------- | ------------- | ------------------------------ |
| ポール＝マリー・エンビット                 | 1961年2月     | 1966年11月    |                                |
| アルベール＝ベルナール・ボンゴ             | 1966年11月    | 1967年11月    | [ 4 ]                          |
| レオン・メビアメ                           | 1968年        | 1975年4月     |                                |
| 廃止（1975年4月 - 1997年5月）              |               |               |                                |
| ディジョブ・ディヴンギ・ディ・ンディング   | 1997年5月     | 2009年10月    | 2009年5月から6月まで大統領代行 |
| 廃止（2009年10月 - 2023年1月）             |               |               |                                |
| ローズ・クリスティアンヌ・オスカ・ラポンダ | 2023年1月9日  | 2023年8月30日 | クーデターにより解任。         |
| ジョセフ・オウォンドー・ベール             | 2023年9月11日 | 2025年5月5日  | 軍事政権より任命。             |
| セラフィン・ムンドゥンガ                   | 2025年5月5日  | （現職）      |                                |